# Justin Chadwick

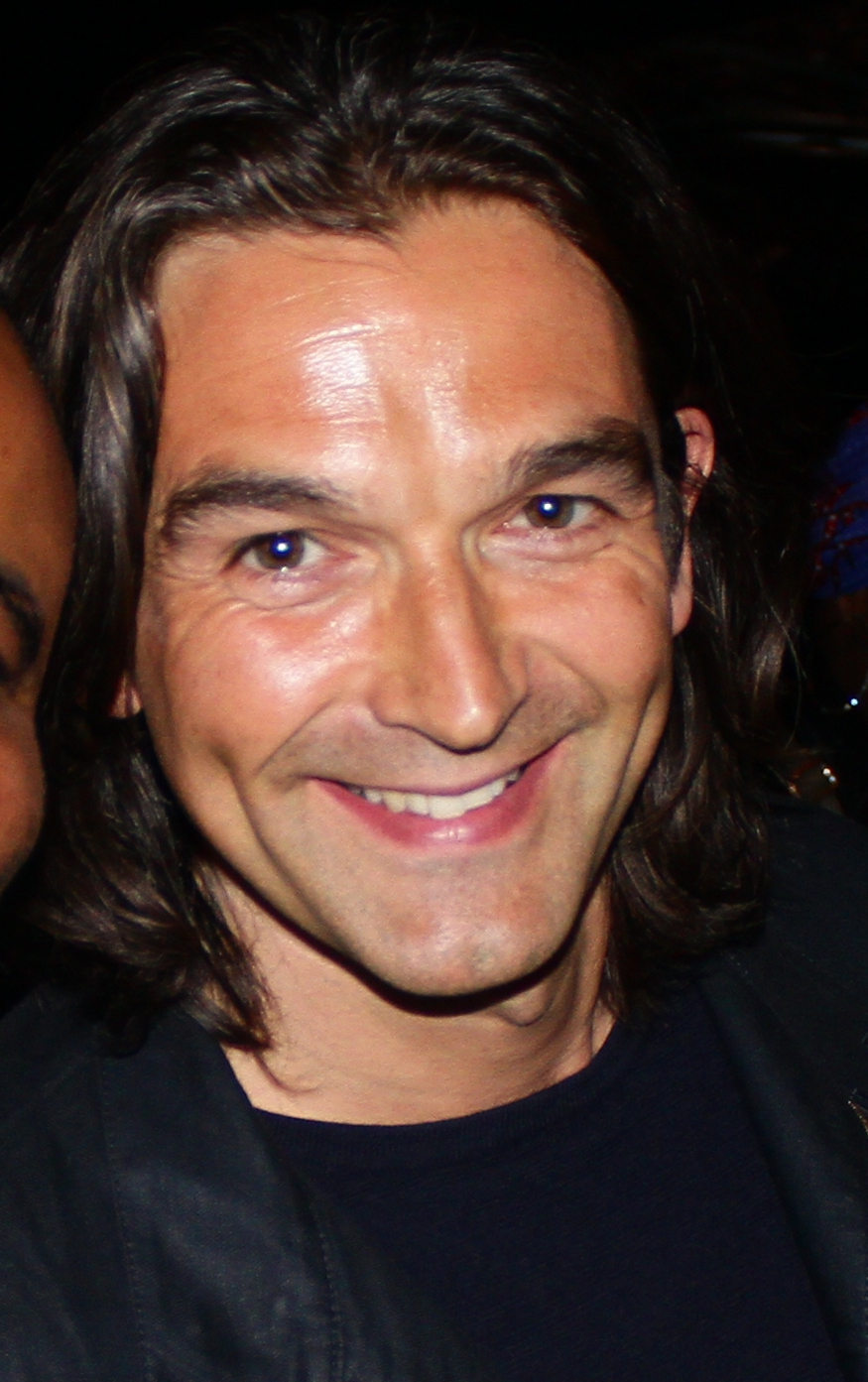

Justin Chadwick (* 1. Dezember 1968 in Manchester, Lancashire) ist ein englischer Schauspieler und Regisseur.

## Schauspiel-Karriere
Chadwick begann im Alter von 11 Jahren mit der Schauspielerei. Er trat dem Bolton Little Theatre bei und spielte die Rolle des Billy Casper in Kes. Chadwick besuchte die Turton High School in Bolton, bevor er die University of Leicester absolvierte und 1991 seinen ersten Auftritt im Film London Kills Me hatte. Außerdem hatte er Auftritte in den Serien Heartbeat, Polizeiarzt Dangerfield, Dalziel and Pascoe und einigen anderen Produktionen.

## Regisseur-Karriere
Sein Debüt als Regisseur gab Chadwick 1993 in der Fernsehproduktion Family Style, in dem Ewan McGregor die Hauptrolle spielte. Des Weiteren produzierte er Episoden von EastEnders, Byker Grove, The Bill, Spooks und Red Cap. Danach produzierte er neun der fünfzehn Episoden der Miniserie Bleak House. Bei der Berlinale 2008 gezeigt wurde sein Historiendrama Die Schwester der Königin. 2013 veröffentlicht wurde sein Film Mandela – Der lange Weg zur Freiheit und 2017 das Kostümdrama Tulpenfieber.

## Auszeichnungen
Chadwick wurde für einen Primetime Emmy Award, einen Royal Television Society Award, und einen British Academy Film Award nominiert. Für letzteren mit der Serie Bleak House, die 2006 einen British Academy Television Award gewann. 2014 erhielt Chadwick für seine Filmbiografie Mandela – Der lange Weg zur Freiheit den Friedenspreis des Deutschen Films, der vom Bernhard-Wicki-Gedächtnisfonds verliehen wird.